# Sunday (nome)
Sunday  è un nome proprio di persona inglese maschile e femminile.

## Origine e diffusione
Riprende il nome inglese della domenica, Sunday; etimologicamente, deriva dall'inglese antico sunnandæg, composto da sunne ("Sole") e dæg ("giorno"), quindi "giorno del sole". Il nome è quindi avvicinabile a Domenico e Domenica.
L'uso di Sunday come nome proprio è attestato almeno dal XVIII secolo, probabilmente riflesso della "santità" della domenica in ambienti cristiani; è molto diffuso in Africa, in special modo in Nigeria.

## Persone

### Maschile
- Sunday Abalo, calciatore nigeriano
- Sunday Bada, velocista nigeriano

Sunday Oliseh

- Sunday Chidzambwa, calciatore e allenatore di calcio zimbabwese
- Sunday Dech, cestista sudsudanese
- Sunday Ibeji, calciatore nigeriano
- Sunday Ibrahim, calciatore nigeriano
- Sunday Mba, calciatore nigeriano
- Sunday Stephen Obayan, calciatore spagnolo naturalizzato nigeriano
- Sunday Oliseh, calciatore e allenatore di calcio nigeriano